# 清原郡
清原郡（韓語：청원군）是南韓忠清北道的曾經存在的一個郡，東臨忠清南道燕岐郡、南邊与大田广域市接壤。环忠清北道道厅（首府）清州市，2014年7月1日合併為清州市一部分。

## 下级行政区
- 내수읍（內秀邑）
- 오창읍（梧倉邑）
- 오송읍（五松邑）
- 낭성면（琅城面）
- 미원면（米院面）
- 가덕면（加德面）
- 남일면（南一面）
- 남이면（南二面）
- 문의면（文義面）
- 현도면（賢都面）
- 부용면（芙蓉面）
- 강내면（江內面）
- 옥산면（玉山面）
- 북이면（北二面）

## 交通
铁路有京釜線、忠北線，公路有京釜高速道路、中部高速道路。航空有清州国际机场。

## 人物
- 赵南起：原全国政协副主席，中共中央军委委员、解放军总后勤部部长
- 朴初瓏(Apink成員)

## 友好城市
- 中国沧州市
- 日本菊池市